# National Congress of State Games
Il National Congress of State Games è un'associazione sportiva dilettantisica no profit con sede a Colorado Springs che si occupa dell'organizzazione di manifestazioni multisportive negli Stati USA. Fondata nel 1988, sovrintende a 31 manifestazioni statali estive e 10 invernali. Fa parte del Comitato Olimpico degli Stati Uniti e organizza gli State Games of America, a cui possono partecipare i medagliati delle prove statali.

## Giochi membri
- Alabama Sports Festival (Alabama)
- Grand Canyon State Games (Arizona)
- California State Games (California)
- Rocky Mountain State Games (Colorado)
- Nutmeg State Games (Connecticut)
- Sunshine State Games (Florida)
- Georgia Games (Georgia)
- Aloha State Games (Hawaii)
- Winter Games of Idaho, Summer Games of Idaho (Idaho)
- Prairie State Games (Illinois)
- State Games of Indiana (Indiana)
- Iowa Games (Iowa)
- Sunflower State Games (Kansas)
- Bluegrass State Games (Kentucky)
- Maine Games (Maine)
- Bay State Games (Massachusetts)
- State Games of Michigan (Michigan)
- Star of the North Games (Minnesota)
- State Games of Mississippi (Mississippi)
- Show-Me State Games (Missouri)
- Big Sky State Games (Montana)
- Cornhusker State Games (Nebraska)
- New Hampshire Amateur State Games (New Hampshire)
- Garden State Games (New Jersey)
- New Mexico Games (Nuovo Messico)
- Empire State Games (New York)
- State Games of North Carolina (Carolina del Nord)
- Prairie Rose State Games (Dakota del Nord)
- Sooner State Games (Oklahoma)
- State Games of Oregon (Oregon)
- Keystone State Games (Pennsylvania)
- Games of Texas (Texas)
- Utah Summer Games, Utah Winter Games (Utah)
- Coventry Commonwealth Games of Virginia (Virginia)
- Washington State Games (Washington)
- Badger State Games (Wisconsin)
- Cowboy State Games (Wyoming)